# なると真樹
なると 真樹（なると まき、1970年2月10日 - ）は、日本のBL漫画家。石川県金沢市出身。血液型はA型。

## 人物・経歴
金沢市で生まれ、その後、愛知県・新潟県・沖縄県・千葉県・愛知県に移り住む。沖縄の大学を中退した後、千葉の短大在学中、22歳でデビュー。1994年に連載を開始した代表作『世紀末★ダーリン』は1996年にOVA化された。
またペンネームは徳島県鳴門市の鳴門の渦潮に由来している。

## 作品
- 世紀末★ダーリン（ビブロス版）（1994年 - 1998年、青磁ビブロス → ビブロス、全4巻）※秋田書店版1〜4巻と同名の同作品[1]
  - 世紀末★ダーリン（秋田書店版）（2000年、秋田書店、全7巻））※ビブロス版と一部重複[1]
  - 新・世紀末★ダーリン（2002年 - 2004年、実業之日本社、全3巻）
  - 世紀末☆ダーリン シリーズ（2006年 - 2012年、実業之日本社、シリーズ既刊7巻）
- 恋人たちは進化する（1995年、桜桃書房）
- 虹色ダンディ!（1997年 - 1999年、秋田書店、全4巻）
- 巴学園都市同盟（1999年、秋田書店、全1巻）
- 新宿ろまんす（2002年、ムービック）
- ドロップ・シーカーズ（2003年 - 2004年、秋田書店、全2巻）
- 辛口ろまんす（2004年、フロンティアワークス）
- 8番目のプリンス（2005年、双葉社）
- 恋の味見は一度だけ（2005年、フロンティアワークス）